# Albania ai XXIII Giochi olimpici invernali
L'Albania ha partecipato ai XXIII Giochi olimpici invernali, che si sono svolti dal 9 al 28 febbraio 2018 a Pyeongchang in Corea del Sud, con una delegazione composta da 2 atleti. Portabandiera della squadra nel corso della cerimonia di apertura è stata la sciatrice alpina Suela Mëhilli.

## Sci alpino
L'Albania schiererà nello sci alpino due atleti, una donna e un uomo. 

### Donne
| Gara            | Atleta        | Tempo     | Tempo     | Tempo   | Posizione |
| Gara            | Atleta        | 1ª manche | 2ª manche | Totale  | Posizione |
| --------------- | ------------- | --------- | --------- | ------- | --------- |
| Slalom speciale | Suela Mëhilli | DNF       | DNF       | DNF     | DNF       |
| Slalom gigante  | Suela Mëhilli | 1'24"67   | 1'21"90   | 2'46"57 | 53ª       |

### Uomini
| Gara            | Atleta     | Tempo     | Tempo     | Tempo   | Posizione |
| Gara            | Atleta     | 1ª manche | 2ª manche | Totale  | Posizione |
| --------------- | ---------- | --------- | --------- | ------- | --------- |
| Slalom speciale | Erjon Tola | 58"00     | 59"06     | 1'57"06 | 36°       |
| Slalom gigante  | Erjon Tola | 1'16"86   | 1'16"77   | 2'33"63 | 47°       |